# Lejrekredsen
Lejrekredsen var en opstillingskreds i Roskilde Amtskreds fra 1971 til 2006. I 1920-1970 lå opstillingskredsen i Københavns Amtskreds. Kredsen var en valgkreds fra 1849 til 1920. Kredsen hed oprindelig Blæsenborgkredsen (efter Blæsenborg ved Lejre). Kredsen blev nedlagt i 2007. Området indgår nu i Sjællands Storkreds. 

## Valgkreds 1849-1920
Blæsenborgkredsen blev oprettet i 1849 som en af 100 enkeltmandsvalgkredse til Folketinget. Det officielle navn var Københavns Amts 5. Valgkreds. Ved oprettelsen bestod kredsen af følgende områder:
- Kornerup Sogn og Svogerslev Sogn (Kornerup-Svogerslev Kommune)
- Herslev Sogn og Gevninge Sogn (Herslev-Gevninge Kommune)
- Såby Sogn og Kisserup Sogn (Såby-Kisserup Kommune)
- Osted Sogn og Allerslev Sogn (Greve-Kildebrønde Kommune)
- Sæby Sogn og Gershøj Sogn (Sæbe-GershøjKommune
- Hvalsø Sogn og Særløse Sogn (Hvalsø-Særløse Kommune)
- Hyllinge Sogn og Lyndby Sogn (Hylling-Lyndby Kommune)
- Rye Sogn og Sonnerup Sogn (Rye-Sonnerup Kommune)
- Rorup Sogn og Glim Sogn (Rorup-Glim Kommune)
- Gadstrup Sogn og Syv Sogn (Gadstrup-Syv Kommune)

Valgkredsens valgsted var oprindeligt Blæsenborg Kro i Allerslev Sogn. Blæsenborg Kro lukkede ved udgangen af 1874, og derfor flyttede man i 1875 valgstedet til Lejre Kro, som kun lå få hundrede meter fra den lukkede Blæsenborg kro. Kredsen blev derefter omtalt som Lejrekredsen.
I 1895 skiftede Lejrekredsens officielle navn til Københavns Amts 7. Valgkreds, da der blev oprettet 2 nye valgkredse i Københavns Amt.
Lejrekredsen blev udvidet i 1918 med følgende områder:
- Roskilde Vor Frue Landsogn blev overflyttet fra Roskildekredsen
- Kommunerne Ejby-Dalby, Borup-Kimmerslev, Ørsted-Dåsted, Snoldelev, Tune og Reerslev-Vindinge blev overflyttet til Køgekredsen.

Efter ændringen af valgkredse i 1918 var kredsens officielle navn igen Københavns Amts 5. Valgkreds.

### Folketingsmedlemmer valgt i Blæseborg-/Lejrekredsen
Kildehenvisningerne i parentes henviser til bind og sidetal i værket Rigsdagens medlemmer gennem hundrede aar 1848-1948
- Edouard Buntzen 4. december 1849 — 4. august 1852 (I, s. 80-81)
- Balthazar Christensen 4. august 1852 — 5. juli 1853 (indtrådt i Landstinget) (I, s. 90-91)
- Carl Tronier 31. august 1853 — 1. december 1854 (suppleringsvalg) (II, s. 247)
- D.E. Rugaard 1. december 1854 — 20. september 1872 (II, s. 172-173)
- Ludvig Holstein-Ledreborg 20. september 1872 — 12. juni 1890 (nedlagde mandatet) (I, s. 223-224)
- Ole Hansen (politiker)Ole Hansen 29. juli 1890 — 25. maj 1909 (suppleringsvalg) (I, s. 200)
- K.J. Møller 25. maj 1909 — 20. maj 1910 (II, s. 67-68)
- A.O. Rasmussen 20. maj 1910 — 20. maj 1913 (II, s. 145)
- Niels Frederiksen 20. maj 1913 — 21. april 1920 (I, s. 153-154)

## Kommuner og valgsteder i 2005
Den 8. februar 2005 var der 36.576 stemmeberettigede vælgere i kredsen.
Kredsen rummede i 2005 flg. kommuner og valgsteder::
1. Bramsnæs Kommune
  1. Hyllinge-Lyndby Sogne
  2. Rye Sogn
  3. Sonnerup Sogn
  4. Sæby-Gershøj Sogne
2. Hvalsø Kommune
  1. Hvalsø
  2. Kr.Såby
  3. Tolstrup
3. Lejre Kommune
  1. Gevninge
  2. Glim
  3. Herslev
  4. Lejre
  5. Osted
4. Ramsø Kommune
  1. Dåstrup
  2. Gadstrup
  3. Snoldelev
  4. Syv
  5. Ørsted
5. Skovbo Kommune
  1. Ejby Skole – Lilleskolen
  2. Gørslev Skole
  3. Rådhuset Borup
  4. Skovboskolen
  5. Vemmedrupskolen